# 2010-2011年比利時政府難產
2010-2011年比利時政府難產是比利時在2010年大選後，各黨派多次未能成功協商組成政府，最終2011年12月5日埃利奥·迪吕波被国王任命为首相，领导六大政党组成的联合政府。持续时间达541天的政治僵局创下了世界纪录。

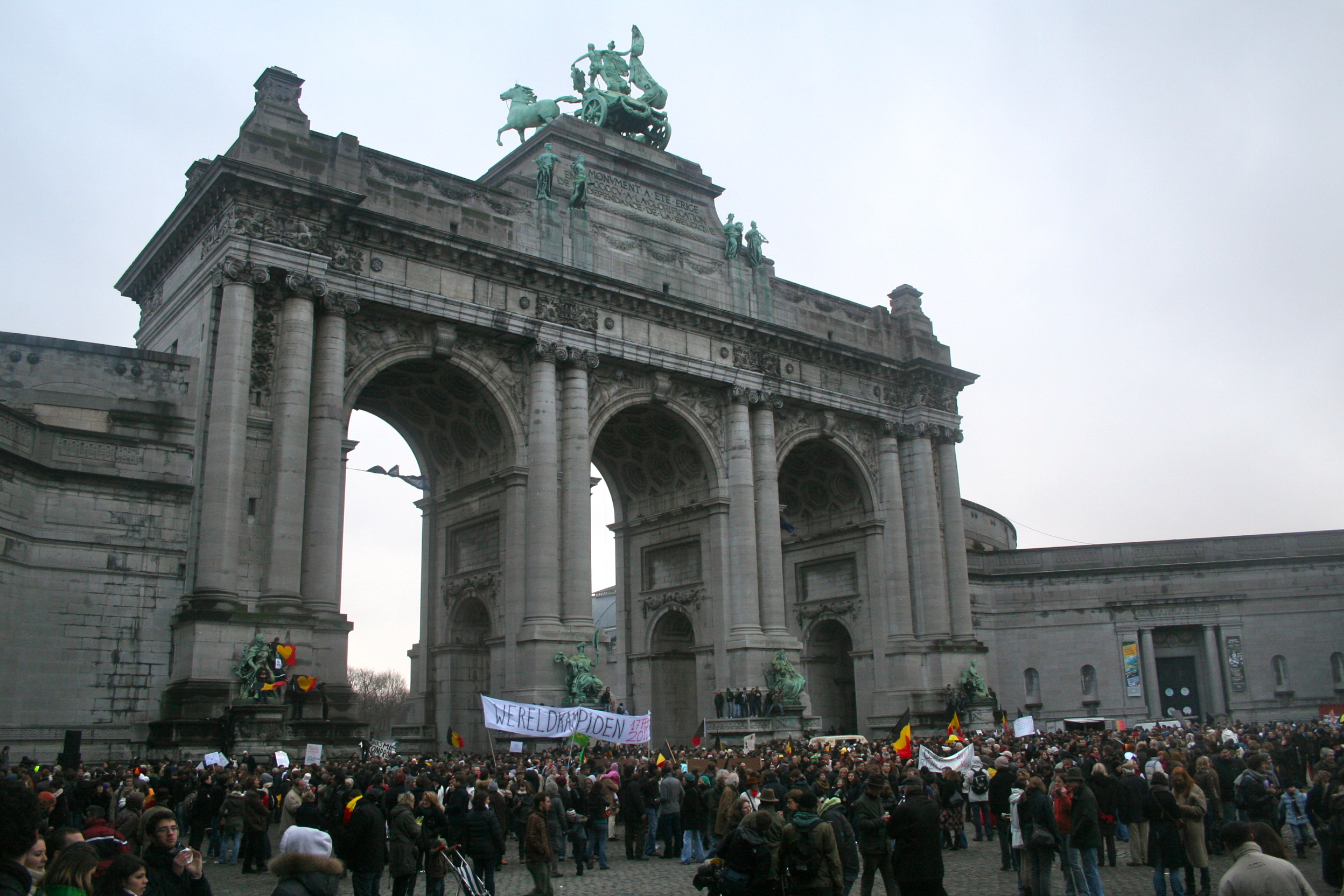
2011年1月布魯塞爾市民遊行抗議政府難產

事件起因于2010年6月13日的比利時大選，投票結果顯示沒有黨派取得多數，荷語區的分離主義政黨新弗拉芒人联盟在150席的下議院取得最多的27席，而法语社会党則取得26席。但新弗拉芒人联盟的主張，令荷语党派与法语党派对于组建联合政府无法達成協議，令政治僵局持續，不斷打破政府難產的紀錄。
首先在同年12月25日，打破了第三次伏思达內閣（2007年），194天才完成組阁的比利時自家紀錄；2011年的1月8日，打破了荷蘭第一次范阿赫特內閣，在1977年經208日才能組織政府的歐洲紀錄。2011年6月1日，终于打破柬埔寨在2003-2004年間長達353日政府難產的世界紀錄。

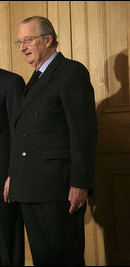
比利時國王阿爾貝二世

## 背景
荷語區的弗拉芒人和法語區的瓦隆人關係近年是愈趨緊張：弗拉芒人指瓦隆人靠他們的經濟補助，但又不願意學荷語。瓦隆人則指弗拉芒人在弗拉芒區的語言政策動手腳，影響他們日常生活。2006年12月，比利時公營電視台RTBF更曾製作過《再見比利時》的虛假新聞報道，指比利時北部佛兰德宣布獨立，可見問題非同一般。
2010年選舉的一大議題，就是上屆政府無力解決布魯塞爾-哈勒-維爾福德選區的問題，該選區內存在政見和語言上的差別，弗拉芒人希望將布魯塞爾分離，而瓦隆人則希望保持原狀。

## 德韋弗的組閣

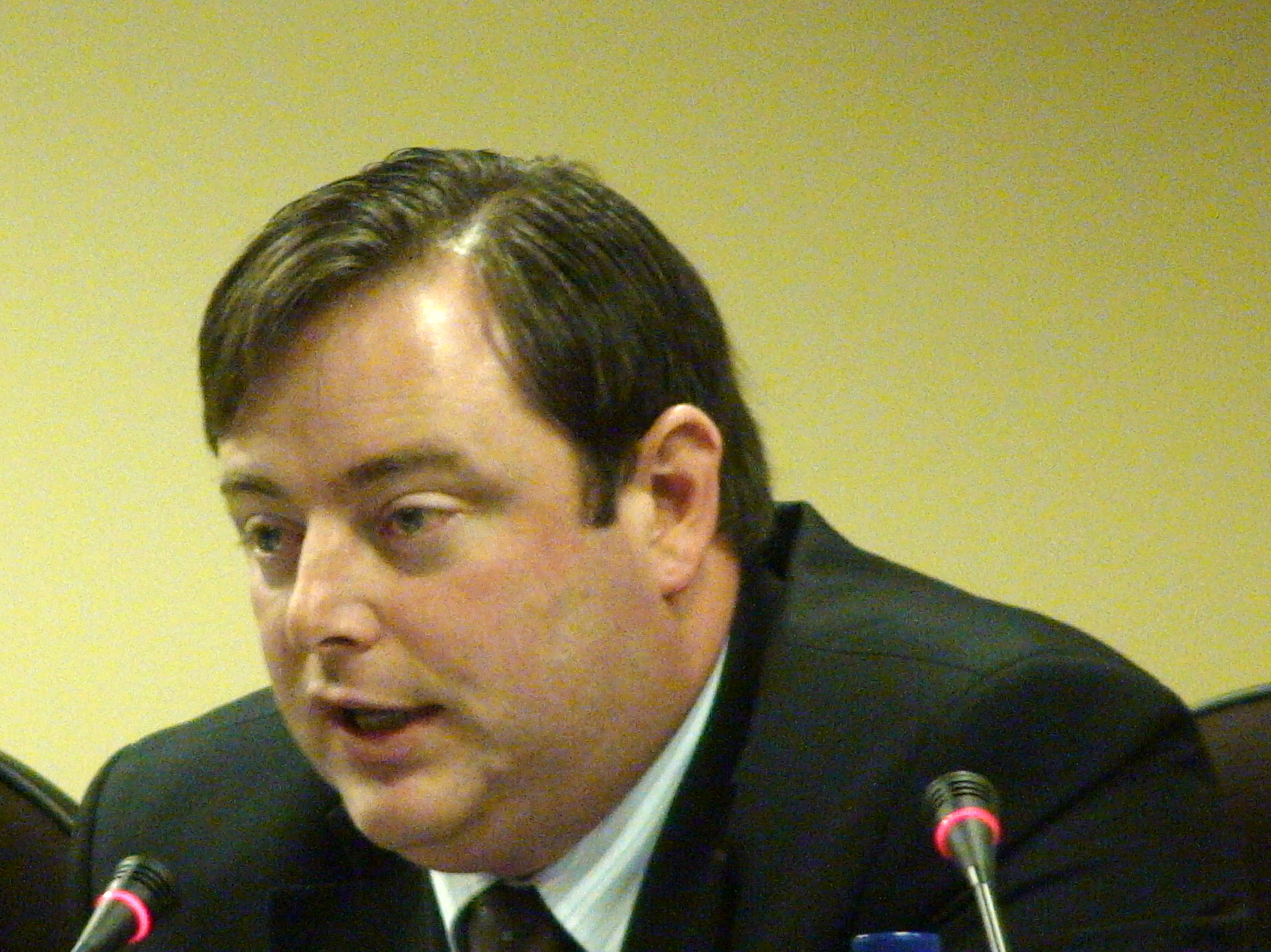
當時作為新弗拉芒人联盟黨魁的德韋弗

2010年大選過後，比利時國王阿爾貝二世於6月17日任命新弗拉芒人联盟黨魁巴尔特·德韦弗組閣，並授予為組閣鋪路的任務。
德韋弗獲任命前，已經表示會尋求和法语社会党合作。法语社会党黨魁埃利奧·迪呂波（Elio di Rupo）被認為下屆首相的熱門人選，因為社會黨在荷法語各區合共有39席，是最大的跨區派系，而新弗拉芒人联盟在法語區沒有傳統盟友。
因此，組閣最佳方案是一個稱為「鏡像政府」的方案，即使囊括弗拉芒和瓦隆地方政府所有執政黨，包括弗拉芒的基督教民主和弗拉芒党（CD&V）、新弗拉芒人联盟（N-VA）、荷語社會黨（SP.A）和瓦隆的法語社會黨（PS）、人道主義民主中心（Centre démocrate humaniste）與法語生態黨（Ecolo）。
一般分析認為，「鏡像政府」的方案有以下好處：
- 這個方案不但能達成聯邦議會的大多數，還能在弗拉芒和瓦隆兩大區的地方議會達致多數。上屆莱特姆內閣就因此備受批評，因新弗拉芒人联盟退出執政聯盟，導致政府在荷語區無法獲得多數。
- 政府必須獲得國會2/3多數，才能推行新弗拉芒人联盟選舉承諾的國家政治與改革。
- 確保施政和溝通暢順，因為聯邦和地方的執政黨和反對黨都是一樣的。
- 六個黨的聯合政府比更多黨合作政府，相對地容易達成協議。

但這個方案也有一些問題：
- 這個聯合政府將囊括社會民主主義、環保主義、基督教民主主義以及保守弗拉芒分裂主義的政客，即包括比利時國內所有不同政見，而這樣的組合令執政聯盟很容易會在特定問題，特別是社會經濟政策和國家政制改革問題上出現分歧。
- 人道主義民主中心反對邦聯制和任何國家政制改革，而新弗拉芒人联盟和基督教民主和弗拉芒党則以此作為競選政綱。[12]

## 迪賀波組閣預備使

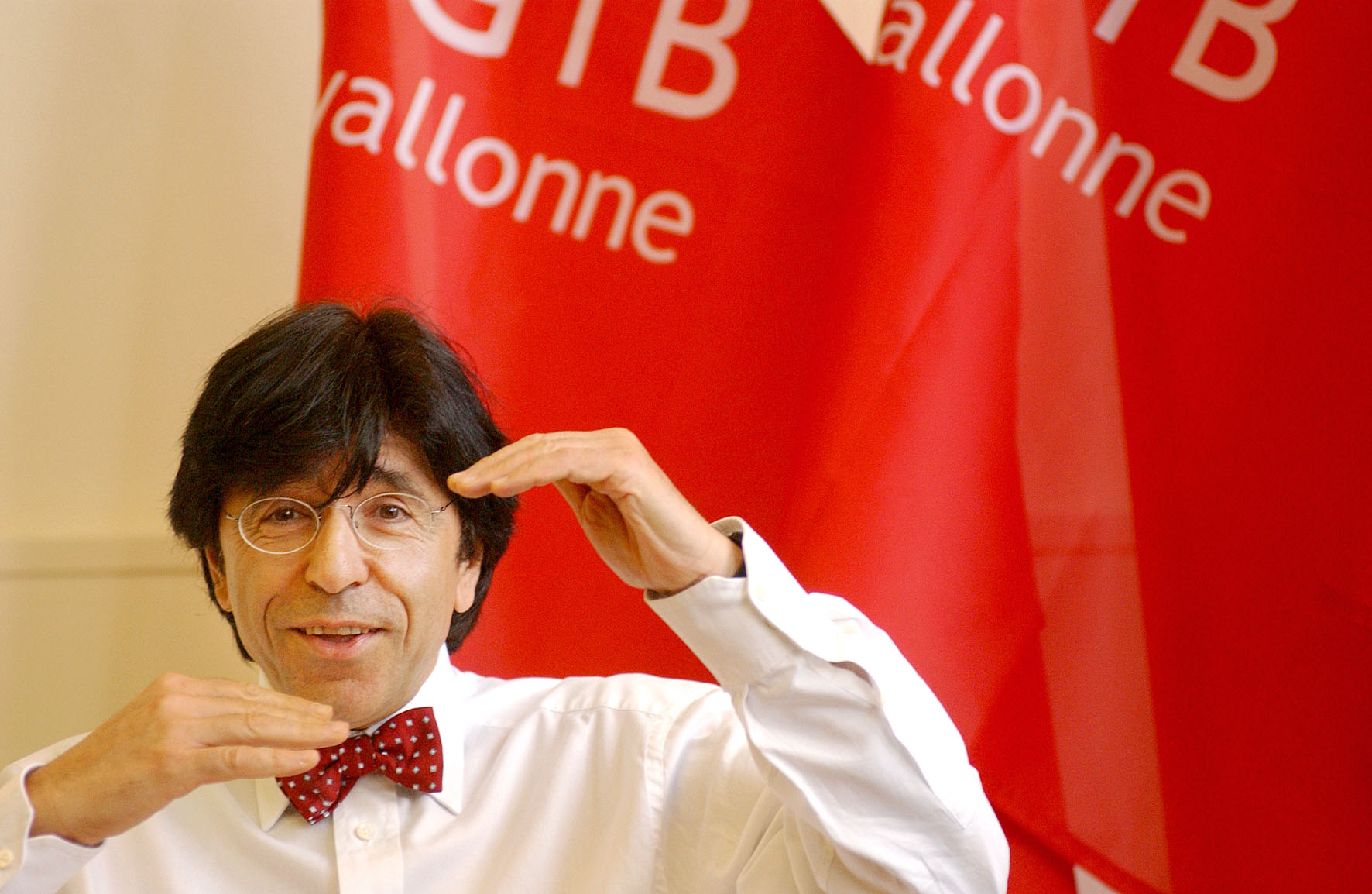
｢組閣預備使」迪賀波

德韋弗在2010年7月8日向國王匯報，指｢在關鍵問題上未能達成協議」，因此他決定辭去組閣採風使的職務。當時一般認為，阿爾貝二世會任命法语社会党黨魁迪賀波為組閣使。不過翌日，國王任命迪路普為｢組閣預備使」（Preformateur），而非候任首相常獲得的組閣使。有評論認為指，｢組閣預備使」這個新稱號，乃為避免公眾聯想起2007-08年間政府難產所用過的舊稱號，如｢組閣探索使」（Verkenner）。
公眾預計迪賀波能成功整合荷語區的基督教民主和弗拉芒党、新弗拉芒人联盟和荷語新社會黨組成聯合政府。不過迪賀波最終需要和所有主要政黨的黨魁協商，｢雙管齊下」以求達致國會2/3多數推行國家政制改革，特別是布魯塞爾-哈勒-維爾福德選區的問題。
但迪賀波未能令各黨派達成共識，基督教民主和弗拉芒党、新弗拉芒人联盟指責瓦隆地方的派系進度緩慢，提出模糊的條款，而且讓步太少。7月29日迪賀波向國王匯報談判進度。
迪賀波於8月29日再次晉見比王，辭去｢組閣預備使」一職，發表聲明指基督教民主和弗拉芒党和新弗拉芒人联盟並不願意繼續協商。這一舉動令荷語兩黨立即表示拒絕任何進一步協商。但國王拒絕迪賀波的呈辭，並要他繼續職務，嘗試達致一份最終協議。
迪賀波翌日召開記者會，陳述各黨派談判的死結何在。各黨派能夠就各地區有多少地方預算權力達成共識，但未能就布魯塞爾-哈勒-維爾福德選區和布鲁塞尔首都大区的經費預算達成協議。延至9月3日各黨派未能達成共識，迪賀波再次向國王呈辭。

## 調停人佛勞和皮特茲

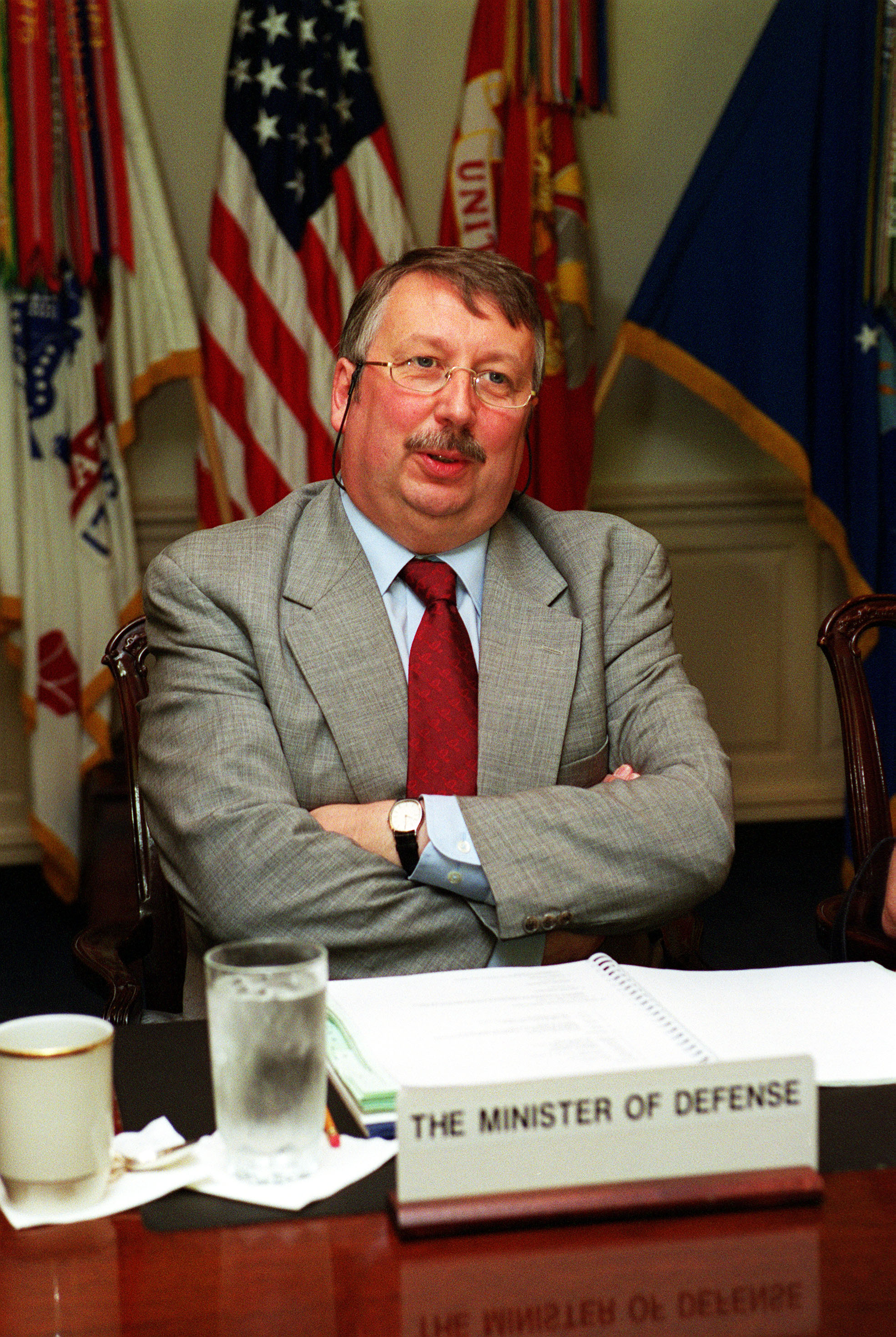
調停人之一佛勞

迪賀波辭職後，國王任命了參眾兩院議長新弗拉芒人联盟的皮特茲（Danny Pieters）和法語社會黨的佛勞（Andre Flahaut）為調停人（Bemiddelaars/ Médiateurs），「負責重啟談判，籌組政府的協調任務」。
兩位調停人和七大黨派的成員會面，希望能就組閣的框架和需討論的議題上有所進展，特別是法語社會黨和新弗拉芒人联盟之間可以談判的地方。
但與此同時，談判雙方氣氛依然緊張，法語社會黨將所有的挫折公開，並指新弗拉芒人联盟努力阻礙談判。新弗拉芒人联盟則指法語社會黨和其他法語區黨派，不願意放棄｢分錢聯邦制」，並認為比利時的中央財政並非公平分配，多賺多得。

### 新弗拉芒人联盟退出談判
新弗拉芒人联盟黨魁德韋弗在10月4日在黨總部召開記者會，並發表雙語聲明，正式宣布新弗拉芒人联盟退出談判，並呼籲各黨派推倒所有共識，重新開始談判：｢對於我們來說，故事已經完結。我不願參與這幼稚的遊戲。」德韋弗更將談判失敗歸咎於法語區黨派，指：｢我們並沒有收到(法語區黨派)對弗拉芒人提出至關重要問題的答覆。」法語區黨派很快還擊,指他們無法再相信德韋弗，並指他故意令談判出軌。法語社會黨的翁克林（Laurette Onkelinx）說道：｢經過數周長時間的談判，我們幾乎可以達成協議。但在最後一刻德韋弗卻流著眼淚說道：『不，對不起，這並不夠。』」
翌日，國王解除了佛勞和皮特茲調停人的職務。

## ｢澄清使」德韋弗
10月8日，阿爾貝二世召見德韋弗，著令他十日內｢澄清」各黨觀點（Verduidelijker/Clarificateur）。
10月17日，德韋弗公佈了第一份協商草案，24小時內便遭法語區黨派，法語社會黨、人道主義民主中心和法語生態黨的拒絕。

## 調停人拉諾特
2010年10月21日，國王阿爾貝二世召見荷語社會黨前主席拉諾特（Johan Vande Lanotte），任命他為調停人，著令他盡快恢復談判。與此同時，國王授權莱特姆內閣有限權力，繼續擔當看守政府的角色。而比利時中央政府依然未有2011年的預算，並以逐月延續2010年預算的同樣開支繼續運作。2011年1月10日，在金融市場擔憂政府解決公共財政債務無進展，和政府難產無望解決下，國王阿爾貝二世要求看守政府首相莱特姆撰寫新一年度的財政預算案。
而在拉諾特準備談判方案的2010年聖誕節，比利時已經打破了自身在2007年間所創造的，197天政府無法組成的紀錄。
拉諾特在獲任命三個月後的2011年1月3日晚向七大黨派的黨魁發送了他的談判建議，60頁長的文件包括5個章節：
- 政治革新（參議院改革，五年定期同時選舉）
- 權力下放到各大區
- 布魯塞爾（小幅度市政改革，廢除布魯塞爾首都區公安督察）
- 布魯塞爾-哈勒-維爾福德選區將會分拆（但區內的政府服務語言將不會改變）
- 財政法（將稅收權力轉移至大區）

而為防文件外洩，各黨收到的文件略有出入，以便偵測洩露。
而文件發出翌日，各黨都發表了回覆，荷語區政黨表示強烈保留，法語區政黨反應也非熱情。最終5個黨派同意拉諾特方案，但兩個荷語區政黨表示反對。
2011年1月6日，拉諾特向國王呈辭，表示雙方沒有政治意願達成協議，但被國王所拒。不過，國王責成德韋弗和迪賀波要和拉諾特充分合作，以達成一份新弗拉芒人联盟和法語社會黨都能接受的協議。但這次｢三頭政治」的安排並不成功，拉諾特1月26日向國王呈辭獲准。
而在拉諾特辭職前的星期日，即1月23日，布魯塞爾有市民遊行，要求政府能夠早日組成。當地警方表示約2-3萬人參與了示威。

## 組閣採風使雷恩代尔

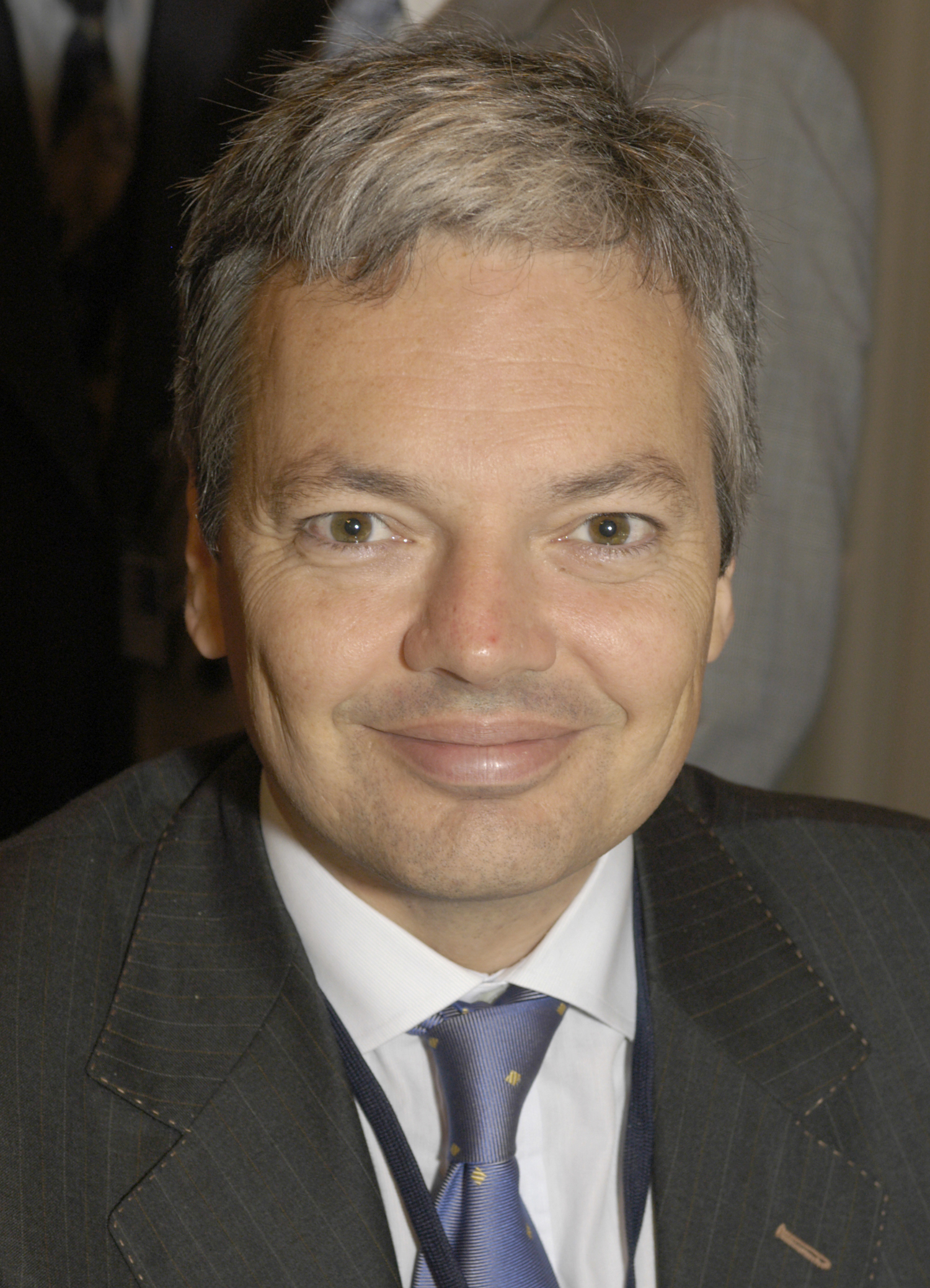
組閣採風使雷恩代尔

僵局延至2月2日，國王任命財相雷恩代尔（Didier Reynders）為組閣採風使，並在2月16日向國王匯報，其後任期獲延至3月1日。但他3月1日向國王匯報表示，無法能讓各黨更進一步。
而在期間的情人節前，更有上議員提出所有談判人員的情人，應該拒絕和另一半行房，直至組成政府為止。延至2011年2月17日，比利時各大媒體開始皆以頭版報導，翌日將會打破伊拉克在2010年大選後249日才組成政府的｢世界紀錄」。

## 協商使貝克

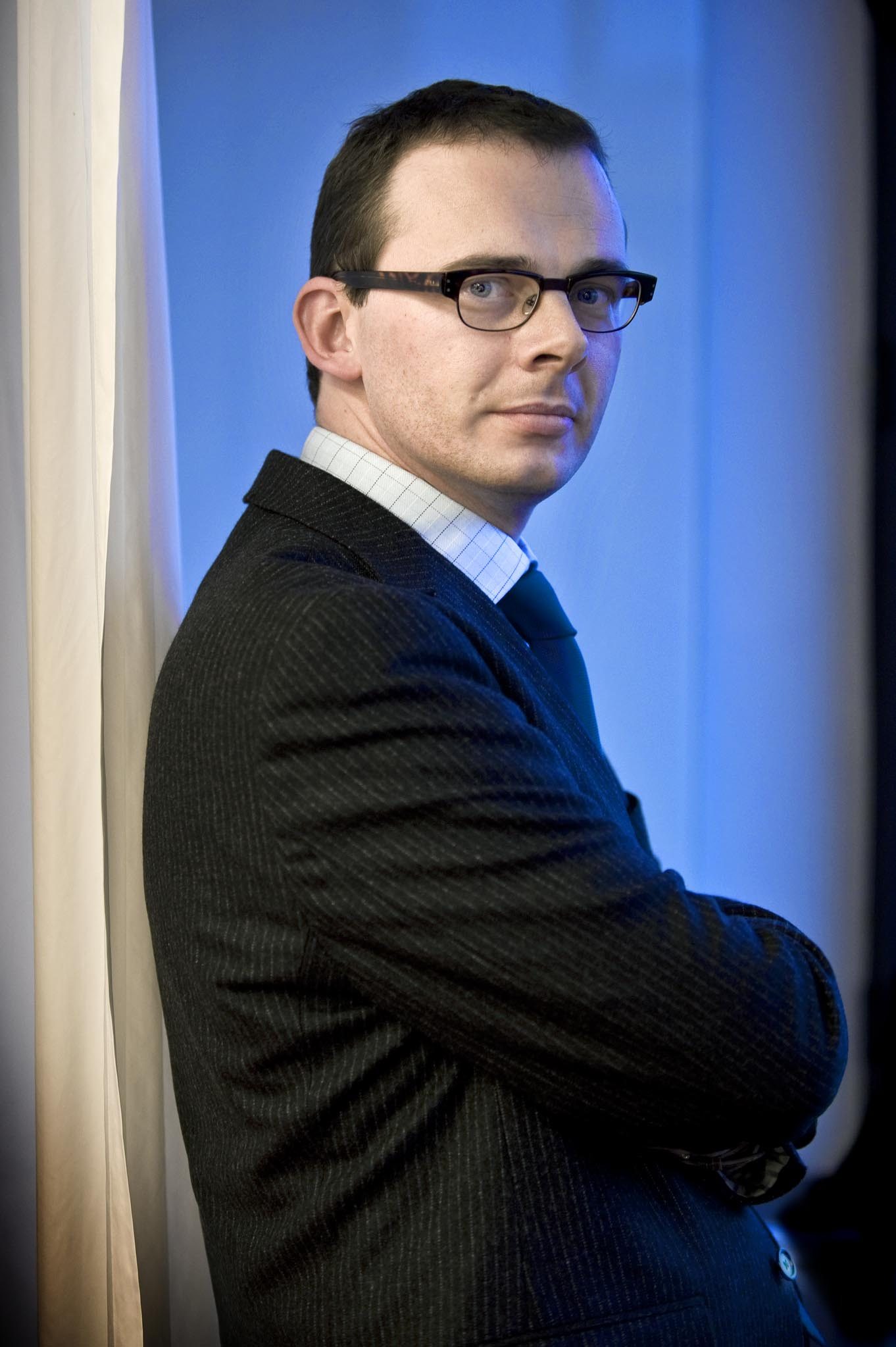
協商使貝克

3月2日，國王召見基督教民主和弗拉芒党的主席，參議員貝克（Wouter Beke），任命他為協商使（Onderhandelaar/Négociateur），找出｢更好的協商方案」。5月12日他遞交了辭職。

## 組閣使迪賀波
2011年5月16日，比王任命迪賀波為組閣使，7月5日迪賀波向比王呈交了報告和談判建議7月7日德韋弗拒絕了建議。談判各方更一度考慮引入國際調停員，否則就要解散國會重選。。7月9日迪賀波再次遞交辭職，不過比王拒絕了他的辭職。
7月15日，迪賀波再次嘗試組閣，撇除新弗拉芒人联盟，不過包含此前聲言不入閣的基督教民主和弗拉芒党。7月20日，基督教民主和弗拉芒党初步接受迪賀波就布魯塞爾-哈勒-維爾福德選區問題的建議，被視為迪賀波組閣的一大突破。
9月6日，迪賀波再次提交改革方案，被譽為組閣最後一擊。
而9月14日傳出看守政府首相莱特姆將在2012年出任经济合作与发展组织（OECD）的副秘書長，同日組閣各方召開緊急會議，但談判再次破裂。9月14-15日晚間，談判各方布魯塞爾-哈勒-維爾福德選區達成協議。

### 第一協議
9月14日，組閣各黨達成「第一協議（Eerste akkoord）」，布魯塞爾-哈勒-維爾福德選區將會在國會眾議院選舉和歐洲議會選舉中分拆。而國會參議院將全面改革，改成全部由地方議會議員和參議員互選產生，廢除直選參議員。而在布魯賽爾近郊的六個弗拉芒布拉班特省城鎮，如果在將來的選舉產生了與語言政策相背的市長，而弗拉芒政府拒絕任命，相關人等可向比利時國務院提出行政法覆核。而這個六個城鎮的選民，也成為新制度下，唯一可以選擇在弗拉芒布拉班特省選舉中選出荷語議員，或在布魯塞爾選出法語議員的權力。而新政府將會橫跨布魯塞爾大區和兩個布拉班特省，設立一個諮詢架構。。

## 組成政府
第一協議達成後，各黨派繼續就人事、財政預算等方面進一步討論，然而在11月21日，迪賀波提交2012年預算案最後草稿，左翼和中間偏右政黨都能接受，但右派政黨不能接受，迪賀波再次覲見國王，要辭去組閣使一職，但被國王飭回重新考慮，並勉勵繼續努力。最終協議在11月26日達成，11月30日完成最後細節，12月5日就內閣人事達成協議，12月6日新政府宣誓就職，危機解決。

## 比利時分裂時的預測方案

### 法語區併入法國
2011年7月，法語區分離主義「瓦隆運動」，一度和法國執政黨人民運動聯盟和反對黨法國社會黨會談，商討一旦比利時分裂，瓦隆加入法國，成為其第28大區的可能性。而法國《費加羅報》的民調顯示，過半瓦隆人和66％法國人接受這個方案。大部分法語區政黨雖然不覺得「加入法國」，會是解決分裂危機的最佳方案，但如果分裂真的發生時，這也會是最適當的結果；唯一力倡併入法國的黨派——「瓦隆運動」，則自1968年就開始宣揚這個概念。
有比利時內閣大臣表示，比利時有71,000的瓦隆人以德文為母語，因此更實際的做法，一旦比利時分裂，法語區加入法國，德語區則加入德國。